# Régie française de publicité
Pour les articles homonymes, voir RFP.
 (décembre 2017).
La Régie française de publicité, connue aussi sous le nom de RFP était une société anonyme qui gérait la publicité diffusée par les trois chaînes de télévision et les quatre chaînes de radio du service public audiovisuel français.

## Histoire
La Régie Française de Publicité est créée par un décret du 8 janvier 1969 qui autorise l'ORTF à prendre une participation majoritaire de 51 % dans le capital d'une société anonyme à créer pour la régie des émissions publicitaires sur ses antennes.
La RFP survit à la disparition de l'ORTF le 5 janvier 1975 en continuant d'assurer la régie publicitaire de trois des quatre nouvelles sociétés nationales de programme issus de l'éclatement : TF1,[source insuffisante], Antenne 2, et Radio France. À la suite de l'autorisation donnée le 1er janvier 1983 par la Haute Autorité de la communication audiovisuelle à France Régions 3 d'ouvrir son antenne à la publicité, la RFP prend en charge cette nouvelle régie publicitaire.

### La fin du monopole de la RFP
Le monopole de la RFP sur l'audiovisuel français cesse le 4 novembre 1984, à la suite de la création de la chaîne privée Canal+ dotée de sa propre régie publicitaire autonome : Canal+ Publicité. Sur le même modèle, les deux autres chaînes privées lancées en 1986 possèdent également leur régie propre : Régie 5, la régie publicitaire de La Cinq de 1986 à 1992 et M6 Publicité, la régie publicitaire de M6 depuis mars 1987.
La RFP perd son statut de régie publicitaire publique en avril 1987 lors de la privatisation de TF1, la nouvelle chaîne privée se dotant de sa propre régie : TF1 Publicité (dont le nom a été raccourci en TF1 PUB depuis septembre 2019). En novembre de la même année, la société nationale FR3 quitte la RFP et créé sa régie publicitaire Espace 3 Publicité pour gérer la publicité sur son antenne nationale et sur ses 22 stations régionales. La RFP n'opère alors plus que sur Antenne 2 et Radio France.
Antenne 2 abandonne la RFP en 1988 afin de créer Antenne 2 Publicité, nouvelle régie publicitaire de la chaîne publique.
La Régie Française de Publicité est liquidée le 31 mars 1993, Radio France récupérant le sigle RFP pour nommer sa nouvelle régie Radio France Publicité.

## L'après RFP à la télévision et à la radio
- TF1 Publicité : créée en avril 1987, filiale du groupe TF1, elle a pour mission de gérer la publicité sur TF1, mais aussi sur les autres chaînes du groupe TF1 (LCI entre autres) et celles qui comptent sur cette régie pour diffuser leur publicité comme la déclinaison française de la chaîne Disney Channel.
- France Télévisions Publicité : Le 1er août 2000, France Télévisions S.A. est créé. Pour l'occasion, la télévision publique à de nouveau droit à une régie publicitaire commune qui n'est qu'autre que la fusion entre les régies publicitaires de France 2, France 3 et La Cinquième. Cette régie se nomme France Télévisions Publicité et gère aujourd'hui la publicité sur les chaînes appartenant à France Télévisions. Espace 3 existe toujours en tant que société gérante de France Télévisions Publicité Régions qui gère la publicité sur les 17 antennes régionales de France 3.
- Canal+ Régie, la régie publicitaire des chaînes du groupe Canal+
- M6 Publicité, la régie publicitaire des chaînes du groupe M6
- Radio France Publicité, la régie publicitaire qui gère la publicité sur les chaînes de radio publiques.